# Distretto di Mae Chaem
Mae Chaem (in thai แม่แจ่ม) è un distretto (Amphoe) situato nella Provincia di Chiang Mai, in Thailandia.

## Storia
Il distretto fu fondato nel 1908, composto dai tambon di Mae Thap, Tha Pha, Chang Khoeng e Mae Suek, che erano stati precedentemente separati dal distretto di Chom Thong. Nel 1917 il distretto fu rinominato Chang Khoeng, poiché l'ufficio distrettuale era situato in quel Tambon. Nel 1938 fu ridotto ad un distretto minore (King Amphoe) subordinato al distretto di Chom Thong. Nel 1939 fu ribattezzato come Mae Chaem, e nel 1956 fu promosso a distretto. Nel 2009 la parte nord del distretto fu divisa sa Mae Chaem per unirsi al nuovo distretto di Galyani Vadhana.

## Geografia
I distretti confinanti sono il Galyani Vadhana, Samoeng, Mae Wang, Chom Thong, Hot, Mae Sariang, Mae La Noi, Khun Yuam, Mueang Mae Hong Son e Pai. 
La montagna più alta thailandese, il Doi Inthanon, con i suoi 2.565 metri di altezza si trova nel distretto.

## Amministrazione
Il distretto Mae Chaem è diviso in 7 sotto-distretti (Tambon), che sono a loro volta divisi in 85 villaggi (Muban).
| n° | Nome                   | Villaggi | Abitanti |
| -- | ---------------------- | -------- | -------- |
| 1  | Chang Khoeng (ช่างเคิ่ง)  | 19       | 11.206   |
| 2  | Tha Pha (ท่าผา)         | 14       | 4.952    |
| 3  | Ban Thap (บ้านทับ)       | 13       | 6.234    |
| 4  | Mae Suek (แม่ศึก)        | 17       | 11.577   |
| 5  | Mae Na Chon (แม่นาจร)   | 19       | 10.184   |
| 7  | Pang Hin Fon (ปางหินฝน) | 14       | 6.856    |
| 8  | Kong Khaek (กองแขก)    | 12       | 6.205    |

I distretti mancanti sono passati al distretto di Galyani Vadhana nel 2009.

## Galleria d'immagini

Colline presenti nel distretto
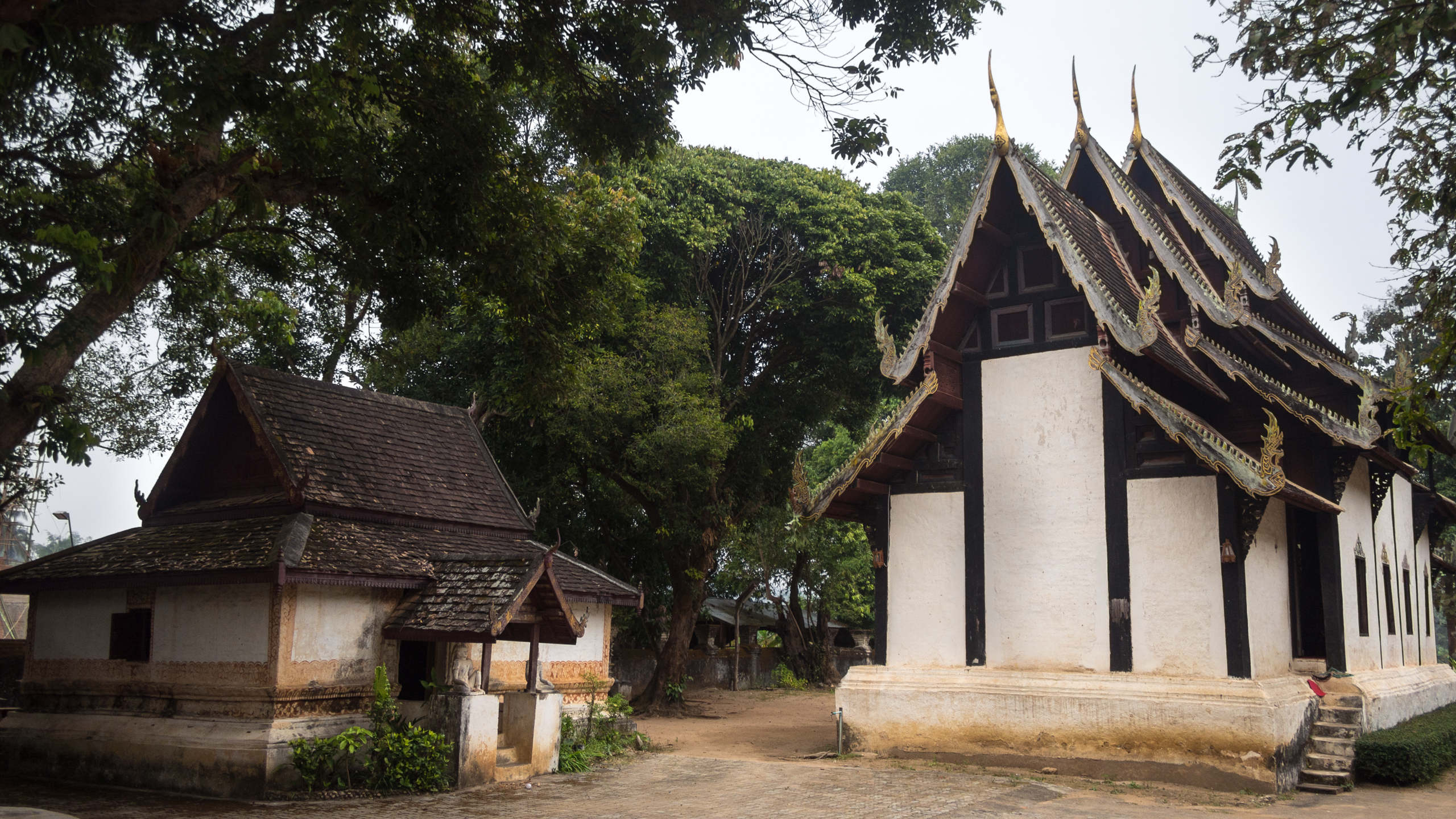
Wat Pa Daet
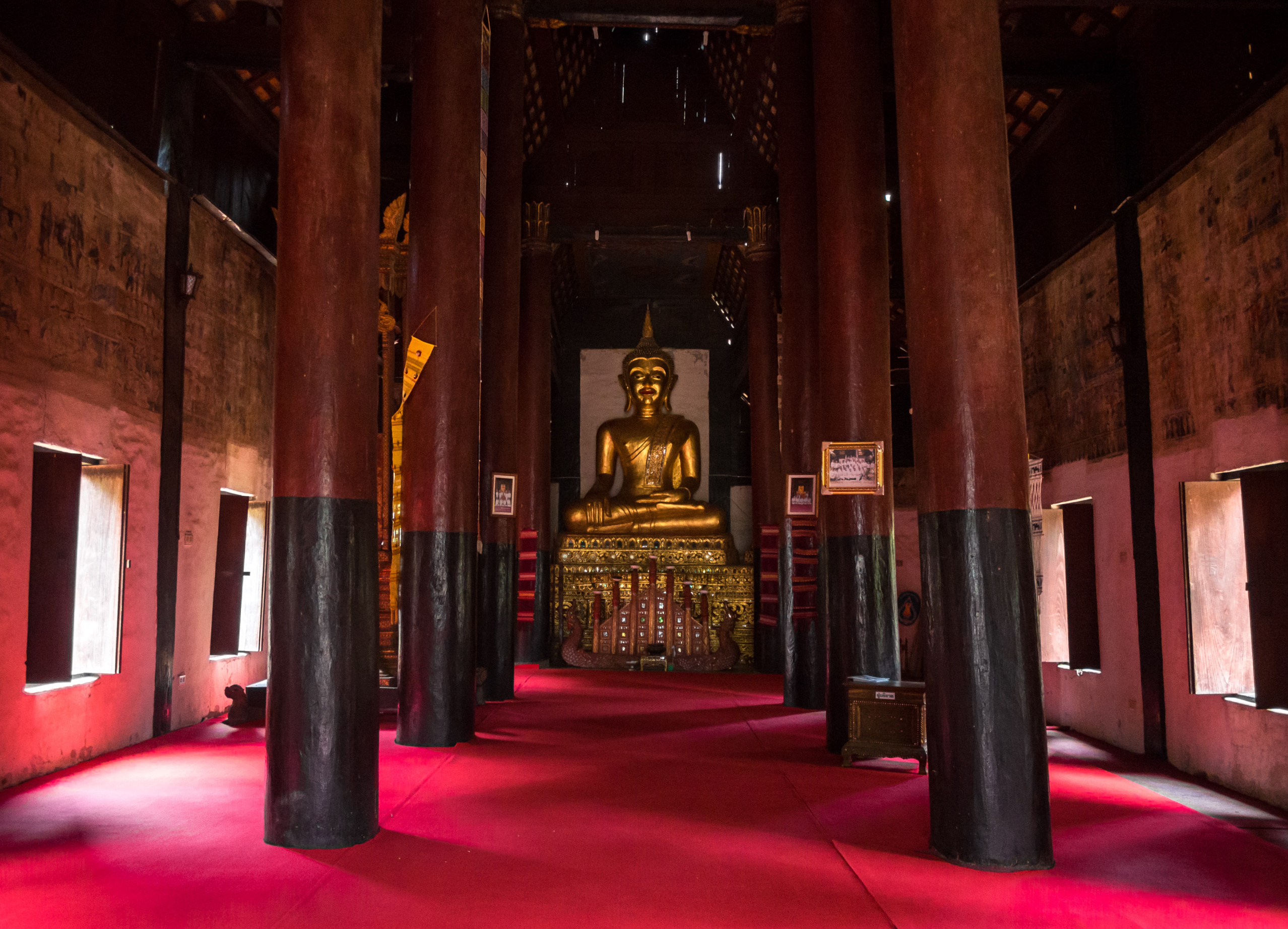
Interno del Wat Pa Daet
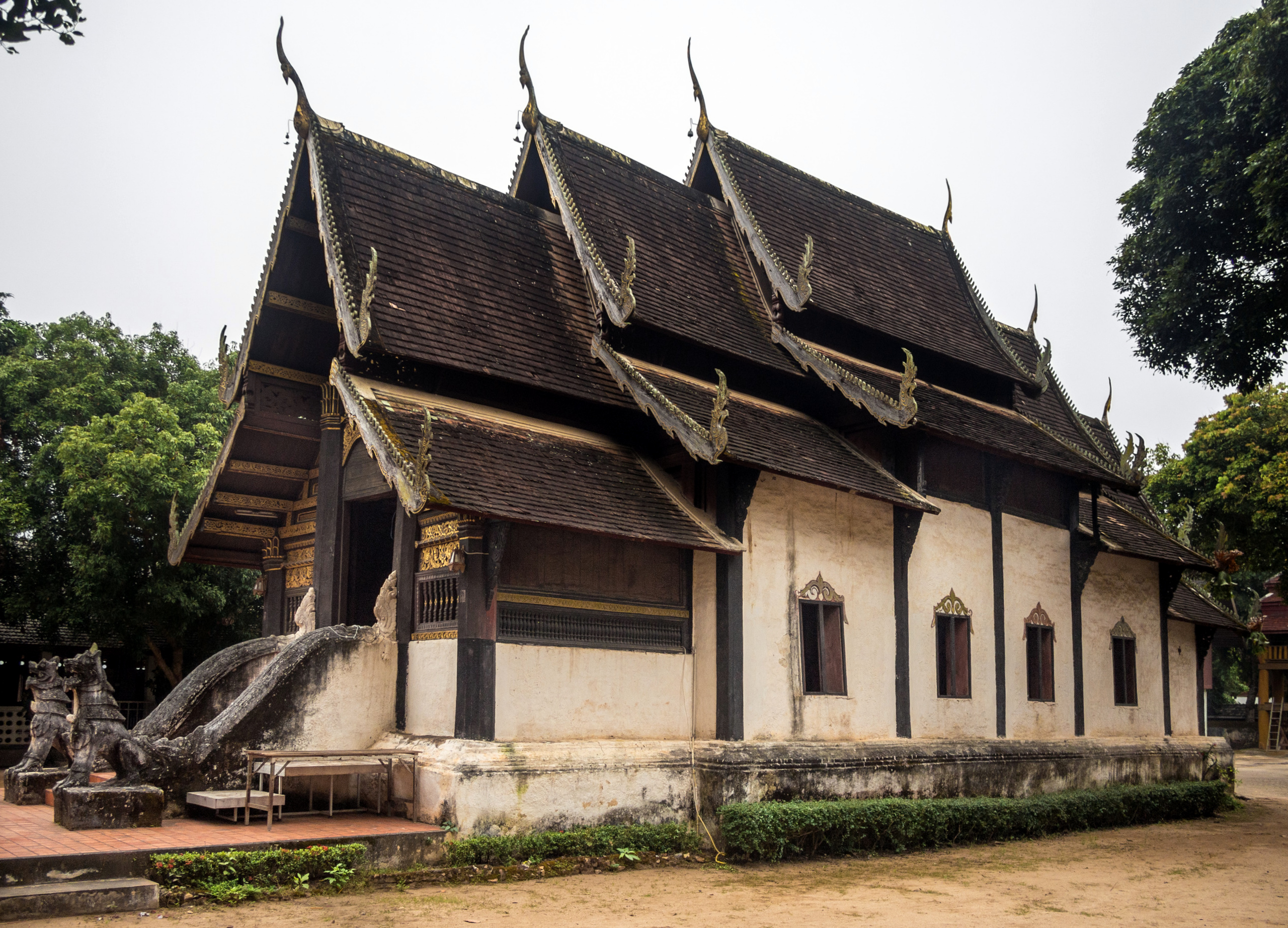
Wat Pa Daet visto dall'esterno